# Liste des rois du Sussex
La liste des rois du Sussex est parcellaire. Aucune généalogie ou liste de rois n'est connue pour le royaume des Saxons du Sud, contrairement à d'autres royaumes anglo-saxons comme le Kent ou l'Essex. Par conséquent, la liste doit être reconstruite à partir d'autres sources, principalement les chartes émises par les souverains de ce royaume ou les rares mentions dont ils font l'objet dans des textes comme la Chronique anglo-saxonne ou l'Histoire ecclésiastique du peuple anglais de Bède le Vénérable.
Les chartes du VIIIe siècle présentent souvent plusieurs individus portant le titre de « roi des Saxons du Sud » en même temps. Il est possible que le Sussex ait été divisé en plusieurs petits royaumes, à moins que tous les souverains ne règnent communément sur l'ensemble du territoire, l'un d'eux ayant peut-être la prééminence sur les autres. Ces documents témoignent clairement de la nature fragmentée de la royauté du Sussex, mais il est impossible d'affirmer quoi que ce soit sur les modalités pratiques du partage du pouvoir.

## Liste des rois du Sussex
| Dates | Nom               | Sources                      | Remarques |
| --- | ----------------- | ---------------------------- | --- |
| 477 – après 491 | Ælle              | ASC, Bède                    | - Fondateur semi-légendaire du royaume des Saxons du Sud. - Connu par trois annales de la Chronique anglo-saxonne, qui retracent trois affrontements avec les Bretons en 477, 485 et 491 (les dates sont vraisemblablement apocryphes).                             |
| après 491 ? | Cissa ?           | ASC                          | - L'un des trois fils d'Ælle, prétendu éponyme de la ville de Chichester. - Il est le seul à être mentionné dans l'annale pour 491 de la Chronique anglo-saxonne, ce qui pourrait impliquer qu'il a succédé à leur père, mais aucune source ne le décrit comme roi. |
| On ne connaît ensuite aucun roi avant le milieu du VIIe siècle. |                   |                              | |
| fl. vers 660 – vers 685 | Æthelwalh         | ASC, Bède, Wilf              | - Premier roi chrétien du Sussex, converti sous l'influence de Wulfhere de Mercie. - Patron de l'évêque Wilfrid. - Mort lors de l'invasion de son royaume par Cædwalla de Wessex.                                                                                   |
| fl. 685 – 686 | Berthun et Andhun | Bède,                        | - Décrits par Bède comme des ealdormen, ils chassent Cædwalla et règnent ensemble sur le Sussex. - Lors d'une nouvelle invasion de Cædwalla, Berthun est tué et le royaume conquis au moins en partie par le Wessex.                                                |
| fl. 692 – 714 ? | Nothhelm          | ASC, S 42, 43*, 44, 45, 1173 | - Également appelé Nunna, une forme hypocoristique de son nom. - Apparenté (par alliance ?) au roi Ine du Wessex, il combat les Bretons à ses côtés en 710. - Sa dernière charte est datée de 714, mais il semble s'agir d'une erreur pour 717 ou 722.              |
| fl. 692 – avant 705 | Watt              | S 43*, 45, 1173              | - Apparaît comme témoin sur deux chartes de Nothhelm. |
| fl. vers 700 | Bryni ?           | S 1173                       | - Un « Bruny dux Suthsax' » apparaît comme donateur d'une charte où témoignent les rois Nothhelm et Watt. |
| fl. 714 ? | Æthelstan         | S 42                         | - Apparaît comme témoin sur la dernière charte de Nothhelm. |
| fl. 733 – 747 × 765 | Æthelberht        | S 44, 46, 47*                | - L'évêque de Selsey Sigeferth témoigne sur l'une de ses chartes, ce qui constitue le seul moyen de dater son règne. |
| fl. 765 – 791 | Ealdwulf          | S 49, 50, 1178, 1183, 1184   | - Porte le titre de dux sur quatre de ses cinq chartes. |
| fl. 765 – 772 | Ælfwald           | S 50, 108, 1184              | - Apparaît comme témoin sur une charte d'Ealdwulf. - L'un des quatre duces du Sussex témoignant sur une charte du roi Offa de Mercie en 772. |
| fl. 765 – 772 | Osmund            | S 44, 48, 49, 108            | - Mentionné comme roi du Sussex en 760 dans la chronique de Jean de Worcester. - Aucun autre roi n'apparaît sur ses chartes, pour une raison inconnue. - L'un des quatre duces du Sussex témoignant sur une charte du roi Offa de Mercie en 772.                    |
| fl. 765 – 780 | Oslac             | S 50, 108, 1184              | - Apparaît comme témoin sur une charte d'Ealdwulf (la même qu'Ælfwald). - L'un des quatre duces du Sussex témoignant sur une charte du roi Offa de Mercie en 772.                                                                                                   |
| fl. 772 | Oswald            | S 108                        | - L'un des quatre duces du Sussex témoignant sur une charte du roi Offa de Mercie en 772 - Il s'agit peut-être d'un autre ex-roi du Sussex. |
| - ASC : Chronique anglo-saxonne - Bède : Histoire ecclésiastique du peuple anglais - S : chartes (numérotation Sawyer) ; un astérisque marque les chartes forgées. - Wilf : Vita sancti Wilfrithi |                   |                              | |

À partir des années 770, le Sussex est soumis au royaume de Mercie, puis au Wessex après 825.